# South Lyon
South Lyon is een plaats (city) in de Amerikaanse staat Michigan, en valt bestuurlijk gezien onder Oakland County.

## Demografie
Bij de volkstelling in 2000 werd het aantal inwoners vastgesteld op 10.036.
In 2006 is het aantal inwoners door het United States Census Bureau geschat op 11.072, een stijging van 1036 (10,3%).

## Geografie
Volgens het United States Census Bureau beslaat de plaats een oppervlakte van
8,8 km², geheel bestaande uit land. South Lyon ligt op ongeveer 283 m boven zeeniveau.

## Plaatsen in de nabije omgeving
De onderstaande figuur toont nabijgelegen plaatsen in een straal van 16 km rond South Lyon.

## Stedenband
- Guadalajara (Mexico)